# David Jay

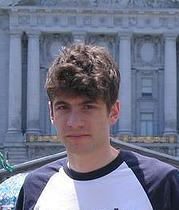
David Jay (2009)

David Jay (* 24. April 1982) ist ein US-amerikanischer asexueller Aktivist. Er ist Gründer des Asexual Visibility and Education Network (AVEN), welches als größte Online-Community für asexuelle Menschen gilt.

## Leben und Aktivismus
Jay kommt aus St. Louis, Missouri. Im Jahr 2000 machte er seinen Abschluss an der Crossroads College Preparatory School. Bereits mit 15 Jahren bezeichnete er sich selbst als asexuell. AVEN schuf er 2001 als Reaktion auf Missverständnisse rund um das Thema Asexualität und weil er selbst Kontakt zu anderen Asexuellen suchte. Seitdem setzt Jay sich für mehr Sichtbarkeit in Medien und für klare Definitionen ein. Die Webseite dient als Anlaufstelle für Menschen, die sich über ihre Asexualität austauschen wollen, und als Informationsquelle für Familien, Medien sowie Forschungszwecke. 2017 hatte AVEN bereits 70.000 registrierte Mitglieder.